# ロシア連邦憲法第67条

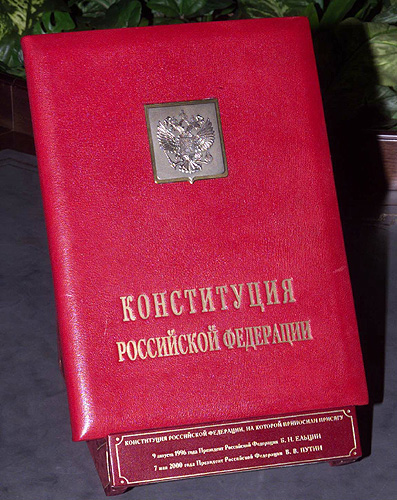
ロシア連邦憲法の原本

ロシア連邦憲法第67条（ロシアれんぽうけんぽうだい67じょう、ロシア語: Статья 67 Конституции Российской Федерации）は、ロシアの連邦憲法における領土の統一性と領土の割譲禁止を定めた規定である。北方領土問題やクリミア半島帰属問題におけるロシア法の問題として指摘されている。

## 条文
第67条2項では、領土の譲渡という行為のみならず、その行為を呼びかけること自体を禁止している。この条文は、2020年に行われたロシア連邦憲法の改正によって新設された。

第67条

2項　ロシア連邦は、自らの主権及び領土的統一性を擁護する。ロシア連邦領の一部の譲渡に向けた活動、並びにそのような活動を呼びかけることは認められない。

3項　ロシア連邦は、祖国防衛者の功績を敬い、歴史的真実を守ることを保障する。国民の祖国防衛に伴う偉業の意義を過小評価することは認められない。

4項　子供は、ロシアの国家政策において最も重要な優先項目である。国家は、子供の全面的、精神的、道徳的、知的及び身体的発展、並びに子供の愛国精神、国民としての自覚及び年長者に対する敬意を育むことを促進する条件を創出する。

## 北方領土問題との関連
ロシア連邦議会は、北方領土問題の交渉に「国境再確定条項」は適用されないとの見方を示し、ヴャチェスラフ・ヴォロージンは「南クリル問題は終わりだ。夢を見て期待しても無駄だ」と発言した。

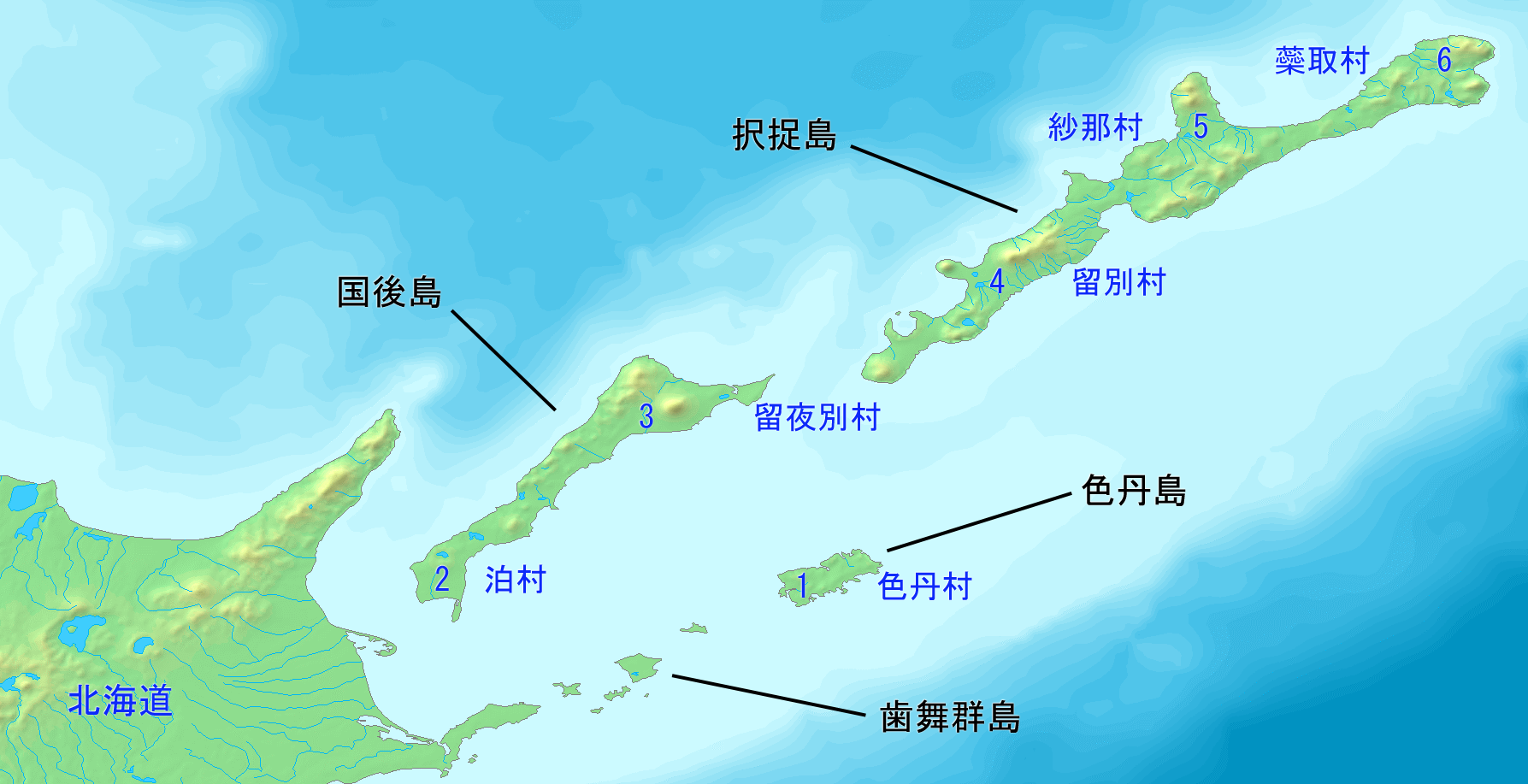
北方領土